# Фергюсон, Алекс
Сэр Алекса́ндр Че́пмен Фе́ргюсон (англ. Sir Alexander Chapman Ferguson; род. 31 декабря 1941, Гован, Глазго, Шотландия), более известный как А́лекс Фе́ргюсон (англ. Alex Ferguson, английское произношение: [ˈælɪks ˈfɜːɡəsən]) — шотландский футболист и футбольный тренер. C 1986 по 2013 год был главным тренером английского клуба «Манчестер Юнайтед». Является самым титулованным тренером в истории британского футбола. Признаётся одним из величайших тренеров в истории мирового футбола. Занимает четвёртое место в списке лучших тренеров послевоенного периода по версии газеты The Times, а также первое место в списке лучших тренеров всех времён и народов по версии World Soccer и ESPN FC. Входит в десятку тренеров, оказавших наибольшее влияние на развитие европейского футбола с момента основания УЕФА в 1954 году.
Фергюсон был главным тренером шотландских клубов «Ист Стерлингшир» и «Сент-Миррен», после чего тренировал «Абердин», добившись с клубом больших успехов. Он короткое время возглавлял национальную сборную Шотландии — после смерти Джока Стейна — после чего был назначен главным тренером «Манчестер Юнайтед» в ноябре 1986 года.
Фергюсон бессменно возглавлял «Манчестер Юнайтед» на протяжении 26 лет, выиграв за это время рекордное количество титулов, включая 13 побед в Премьер-лиге и 2 победы в Лиге чемпионов. Под руководством Фергюсона «Юнайтед» выиграл больше трофеев, чем за всю свою предыдущую столетнюю историю. 19 декабря 2010 года Фергюсон побил рекорд сэра Мэтта Басби по продолжительности пребывания в должности главного тренера клуба.
В 1999 году Фергюсон был посвящён в рыцари королевой Елизаветой II. В 2002 году он был включён в Зал славы английского футбола. Также он является почётным гражданином города Абердин за свои заслуги в качестве главного тренера футбольного клуба «Абердин».

## Ранние годы
Родился в семье Александера Битона Фергюсона, помощника жестянщика-судостроителя, и его жены Элизабет Фергюсон (в девичестве Харди). Алекс Фергюсон родился в доме своей бабушки на Шилдхолл Роуд в Говане 31 декабря 1941 года, но вырос в многоквартирном доме по адресу 667 Govan Road (к настоящему времени дом разрушен), где жил с родителями и своим младшим братом Мартином.

## Карьера игрока
Фергюсон начал выступать на любительском уровне за клуб «Куинз Парк», в котором он дебютировал на позиции нападающего в возрасте 16 лет. Он охарактеризовал свой дебютный матч как «кошмар», хотя отличился в нём голом, а «Куинз Парк» проиграл клубу «Странраер» со счётом 2:1. Так как «Куинз Парк» был любительским клубом, Фергюсон параллельно работал на судостроительной верфи Клайда в качестве помощника инструментальщика. Там же он стал активным профсоюзным организатором. Одной из самых памятных игр Фергюсона в «Куинз Парк» стала игра против «Куин оф те Саут», завершившаяся поражением со счётом 7:1. Бывший игрок сборной Англии Айвор Броадис сделал в этом матче «покер», а единственный мяч за «Куинз Парк» забил Алекс Фергюсон.
Забив 20 голов в 31 матче за «Куинз Парк», Фергюсон не имел регулярного места в основном составе клуба, из-за чего принял решение о переходе в клуб «Сент-Джонстон» в 1960 году. Он продолжал регулярно забивать в новом клубе, но всё так же не был игроком основного состава и регулярно требовал трансфера в другой клуб. Он даже подумывал об эмиграции в Канаду. «Сент-Джонстон», однако, не мог найти нападающего на замену Фергюсону, и Алекс вышел в составе клуба на матч против «Рейнджерс», в котором он сделал хет-трик, обеспечив своему клубу победу. Следующим летом (в 1964 году) он перешёл в клуб «Данфермлин Атлетик», в котором Фергюсон стал профессиональным футболистом.
В сезоне 1964/65 «Данфермлин» боролся за чемпионский титул и дошёл до финала Кубка Шотландии, но Фергюсон не сыграл в этом матче. «Данфермлин» проиграл в финале Кубка Шотландии «Селтику» со счётом 3:2, а также не смог выиграть лигу, уступив чемпиону лишь одно очко. В сезоне 1965/66 Алекс Фергюсон забил 45 голов (включая 3 гола в товарищеских матчах) в 51 матче за «Данфермлин», став, наряду с Джо Макбрайдом из «Селтика» лучшим бомбардиром чемпионата Шотландии (31 гол).
В 1967 году Фергюсон перешёл в «Рейнджерс» за рекордные для шотландского футбола £65 000. В финале Кубка Шотландии 1969 года его обвинили в пропущенном голе от «Селтика», так как он не удержал Билли Макнилла, которого должен был закрывать. После этого его отправили выступать за молодёжную команду клуба. Брат Алекса Фергюсона признался, что Алекс был так разочарован поражением от «Селтика», что в гневе отшвырнул серебряную медаль Кубка Шотландии, которую ему вручили после матча. По некоторым данным, он подвергался дискриминации в «Рейнджерс» из-за того, что его жена Кэти была католичкой, но сам Фергюсон в автобиографии уточняет, что в «Рейнджерс» знали о религиозной принадлежности его жены ещё до перехода в клуб, и что он покинул команду очень неохотно, вследствие той самой ошибки в финале Кубка Шотландии.
В октябре следующего года английский «Ноттингем Форест» хотел подписать Фергюсона, но переход не состоялся, так как его жена не хотела переезжать в Англию. Вместо этого, Фергюсон перешёл в клуб «Фалкирк». В «Фалкирке» Фергюсон некоторое время работал играющим тренером, пока в клуб не пришёл Джон Прентис, и Фергюсон утратил тренерские полномочия. После этого он перешёл в клуб «Эйр Юнайтед», где и завершил свою карьеру игрока в 1974 году.

## Начало тренерской карьеры

### Ист Стерлингшир
В июне 1974 года 32-летний Фергюсон был назначен главным тренером клуба «Ист Стерлингшир». Ему была предложена работа на неполный рабочий день с оплатой в £40 в неделю. На момент прихода Фергюсона в клуб в команде не было ни одного вратаря. Фергюсон сразу же привнёс в команду строгую дисциплину. Так, нападающий клуба Бобби Маккалли позднее признался, что он «никогда никого не боялся до этого, но Фергюсон с самого начала был устрашающим сукиным сыном». Тем не менее, игроки уважали Фергюсона за его тактические решения, и результаты выступлений команды значительно улучшились.
В октябре 1974 года Фергюсону предложили возглавить клуб «Сент-Миррен». Хотя на тот момент «Сент-Миррен» находился ниже «Ист Стерлингшира» в турнирной таблице, он считался более крупным клубом. Фергюсон принял это предложение после разговора с Джоком Стейном.

### Сент-Миррен
Фергюсон был главным тренером «Сент-Миррена» с 1974 по 1978 год, в течение которых команда поднялась из нижней части Второго дивизиона Футбольной лиги Шотландии со среднематчевой посещаемостью около 1000 человек до чемпионства в Первом дивизионе в 1977 году. Фергюсон обнаружил и раскрыл талант таких игроков, как Билли Старк, Тони Фицпатрик, Лекс Ричардсон, Фрэнк Макгарви, Бобби Рид и Питер Веир, а его команда демонстрировала привлекательный атакующий футбол. Средний возраст игроков этой команды, выигравшей титул, составлял 19 лет, а капитану клуба, Фицпатрику, было всего лишь 20 лет.
«Сент-Миррен» является единственным клубом, уволившим Фергюсона с тренерского поста. Он оспорил решение о своём увольнении в комиссии по трудовым спорам, но получил отказ без возможности подать апелляцию. Официальной версией увольнения Фергюсона стали «нарушения контракта», включающие незаконные выплаты футболистам. На заседании трибунала по этому делу председатель «Сент-Миррена» Вилли Тодд заявил, что у Фергюсона «нет тренерских навыков».
31 мая 2008 года газета The Guardian опубликовала интервью с Тоддом (которому было 87 лет), который уволил Фергюсона в 1978 году. Тодд пояснил, что главной причиной увольнения Фергюсона стали его переговоры с «Абердином» о переходе. Фергюсон сказал журналисту Джиму Роджерсу из Daily Mirror, что он уведомил штаб «Сент-Миррена» о своём уходе в «Абердин». Тодд выразил сожаление случившимся инцидентом, но обвинил «Абердин» в том, что они не предложили никакой компенсации за Фергюсона.

## Тренерская карьера в «Абердине»

### Первые сезоны
Фергюсон был назначен главным тренером «Абердина» в июне 1978 года, сменив на этом посту Билли Макнилла, который перешёл в «Селтик». Хотя «Абердин» был одним из крупнейших клубов Шотландии, они не выигрывали чемпионат с 1955 года. В сезоне 1977/78 клуб занял второе место в чемпионате. Хотя за плечами Фергюсона было четыре года тренерского опыта, он был ещё довольно молод, из-за чего некоторые опытные игроки «Абердина» (например, Джо Харпер) не воспринимали его всерьёз. В дебютном сезоне Фергюсона в «Абердине» клуб достиг полуфинала Кубка Шотландии и финала Кубка шотландской лиги, но проиграл в обоих случаях, а в чемпионате занял лишь четвёртое место.
В следующем сезоне «Абердин» вновь сыграл в финале Кубка Шотландской лиги и вновь проиграл, на этот раз — клубу «Данди Юнайтед» после переигровки. Фергюсон взял на себя ответственность за поражение, признав, что на переигровку финального матча он должен был заменить некоторых игроков.

### Первые трофеи
Сезон 1979/80 «Абердин» начал неудачно, но затем набрал хорошую форму и выиграл чемпионат. Впервые за 15 лет титул чемпионов Шотландии достался не «Рейнджерс» или «Селтику». После этого Фергюсон, по его собственному признанию, стал ощущать уважение со стороны игроков: «Это было достижение, которое нас объединило. В конце концов, игроки поверили в меня».
Фергюсон продолжал придерживаться принципов строгой дисциплины в команде: футболисты называли его Неистовый Ферги (англ. Furious Fergie). Так, он наложил штраф на одного из своих игроков, Джона Хьюитта, за то, что тот обогнал его на скоростной магистрали, а также пнул бак с водой в сторону игроков в раздевалке после плохого выступления команды в первом тайме. Он подверг критике атмосферу на матчах «Абердина», а также обвинил шотландскую прессу в необъективности и пристрастном отношении к двум клубам из Глазго, создавая образ «осаждённой крепости» и, тем самым, мотивируя свою команду.
В 1982 году «Абердин» выиграл Кубок Шотландии. Фергюсону предложили тренерский пост в английском «Вулверхэмптоне», но он отказался, так как «волки» были в упадке, а также потому, что «[его] амбиции в „Абердине“ даже наполовину не были реализованы».

### Европейский триумф
В сезоне 1982/83 «Абердин» принял участие в розыгрыше Кубка обладателей кубков, так как в прошлом сезоне выиграл Кубок Шотландии. В четвертьфинале команда Фергюсона обыграла «Баварию», которая до этого выбила из турнира английский «Тоттенхэм». Защитник «Абердина» Вилли Миллер признался, что победа над «Баварией» придала им уверенности в том, что они могут выиграть этот турнир. «Абердин» вышел в финал, где встретился с испанским «Реалом» и одержал победу со счётом 2:1. «Абердин» стал лишь третьим шотландским клубом, выигравшим европейский кубок, и Фергюсон заявил, что он «сделал что-то стоящее в своей жизни». Победив в двухматчевом противостоянии с общим счётом 2:0 обладателя Кубка европейских чемпионов 1983 года западногерманский «Гамбург», «Абердин» стал первым шотландским клубом, выигравшим Суперкубок УЕФА. Также в этом сезоне «Абердин» вновь выиграл Кубок Шотландии, победив в финале «Рейнджерс» со счётом 1:0.
В сезоне 1983/84 «Абердин» в третий раз подряд стал обладателем Кубка Шотландии, а также выиграл чемпионат. В 1984 году Фергюсон был награждён орденом Британской империи (OBE). В сезоне 1984/85 «Абердин» вновь стал чемпионом Шотландии. В сезоне 1985/86 клуб завершил чемпионат лишь на четвёртом месте, зато выиграл оба национальных кубка. В начале 1986 года Фергюсон был включён в состав совета директоров клуба, но уже в апреле он сказал Дику Дональду, председателю, что летом он покинет «Абердин».
Фергюсон был в тренерском штабе сборной Шотландии в отборочном турнире к чемпионату мира 1986 года, но после смерти главного тренера сборной Джока Стейна 10 сентября 1985 года, Фергюсон согласился возглавить сборную.
После завершения сезона 1985/86 два лондонских клуба, «Тоттенхэм Хотспур» и «Арсенал», предложили Фергюсону пост главного тренера, но Фергюсон отказался от обоих предложений. Летом того же года в прессе появились слухи о возможном переходе Фергюсона в «Манчестер Юнайтед» на замену Рону Аткинсону. Эти слухи в итоге подтвердились, но переход состоялся не летом, а лишь в ноябре, после увольнения Аткинсона.

## Тренерская карьера в «Манчестер Юнайтед»

### Назначение и первые сезоны
Алекс Фергюсон был назначен главным тренером «Манчестер Юнайтед» 6 ноября 1986 года. После прихода в команду он был обеспокоен тем фактом, что ряд ведущих игроков, включая Нормана Уайтсайда, Пола Макграта и Брайана Робсона, чрезмерно увлекаются алкоголем и был «разочарован» их уровнем физической готовности. Его первоочередной задачей в клубе стало наведение дисциплины. Когда Фергюсон пришёл в клуб, «Юнайтед» занимал 21-е место в чемпионате (второе с конца), а по окончании сезона «Юнайтед» занял 11-е место.
Дебютным матчем Фергюсона в качестве главного тренера «Манчестер Юнайтед» стала игра против «Оксфорд Юнайтед» 8 ноября 1986 года, в котором «красные дьяволы» неожиданно проиграли со счётом 0:2. Семь дней спустя «Юнайтед» сыграл вничью 0:0 с «Норвич Сити», а свою первую победу (со счётом 1:0 в домашней встрече с «Куинз Парк Рейнджерс») он одержал лишь 22 ноября. По ходу сезона результаты команды улучшались. 26 декабря 1986 года «Юнайтед» одержал единственную выездную победу в сезоне над своим принципиальным соперником «Ливерпулем», обыграв его на «Энфилде» со счётом 1:0 благодаря голу Нормана Уайтсайда. В первом матче 1987 года «красные дьяволы» разгромили «Ньюкасл» со счётом 4:1. «Юнайтед» чередовал победы с ничейными результатами и несколькими поражениями, но в итоге завершил сезон на 11-й строчке турнирной таблицы Первого дивизиона.
Через три недели после назначения на должность главного тренера «Юнайтед» Фергюсон пережил личную трагедию: в возрасте 64 лет от рака лёгких умерла его мать Элизабет.
После прихода в английский клуб Фергюсон назначил своим ассистентом Арчи Нокса, с которым он работал в «Абердине».
После своего прибытия на «Олд Траффорд» Фергюсон обратился к прессе со словами:
|        | My greatest challenge is not what's happening at the moment, my greatest challenge was knocking Liverpool right off their f*****g perch. And you can print that. |  | Самым главным моим вызовом было не то, что происходит в данный момент, моим главным вызовом было сбросить «Ливерпуль» с их гр****ного насеста. Так можете и напечатать. |  |
| [ 42 ] | |  | |  |

Тем самым он выразил своё желание превзойти «Ливерпуль», который в тот момент был доминирующим клубом в Англии.
В сезоне 1987/88 Фергюсон сделал ряд серьёзных приобретений для клуба, подписав контракты со Стивом Брюсом, Вивом Андерсоном, Брайаном Макклером и Джимом Лейтоном.
Подписание новых игроков отразилось на результатах команды: «Манчестер Юнайтед» занял 2-е место в чемпионате, уступив чемпионский титул «Ливерпулю». Хотя «Юнайтед» проиграл лишь пять матчей в сезоне, команда сыграла 12 матчей вничью и поэтому не смогла претендовать на победу в чемпионате.
В следующем сезоне 1988/89 в команду из «Барселоны» вернулся Марк Хьюз, но «Юнайтед» занял в чемпионате лишь 11-е место, а также вылетел из Кубка Англии в шестом раунде, проиграв «Ноттингему» со счётом 1:0. Команда медленно входила в сезон, проведя девятиматчевую серию без побед в октябре и ноябре (с восемью ничейными результатами и одним поражением). Однако затем результаты команды улучшились, и к середине февраля «Юнайтед» занимал 3-ю строчку турнирной таблицы. В заключительной четверти сезона команда не смогла показать стабильные результаты и опустилась в середину турнирной таблицы.
В этом сезоне «Юнайтед» провёл товарищеские матчи против сборной Бермуд и крикетного клуба графства Сомерсет в рамках клубного турне по Бермудским островам. В матче против «Сомерсета» на поле вышел сам Алекс Фергюсон и его ассистент, Арчи Нокс, причём Нокс даже забил гол. Это единственный матч, в котором Фергюсон вышел на поле за основной состав «Манчестер Юнайтед».
В сезоне 1989/90 Фергюсон потратил большие деньги на приобретение полузащитников Нила Уэбба, Майка Фелана и Пола Инса, а также защитника Гари Паллистера и вингера Дэнни Уоллеса. Сезон начался с уверенной победы над действующим чемпионом, «Арсеналом», со счётом 4:1, однако затем «Юнайтед» сыграл вничью, после чего последовало три поражения подряд, победа, и очередное поражение (от «Манчестер Сити» со счётом 5:1). После этого на «Олд Траффорд» появился баннер «Three years of excuses and it’s still crap. Ta ra Fergie.» («Три года извинений и до сих пор хрень. Пока, Ферги»), и многие журналисты и болельщики призывали к отставке Фергюсона. Позднее Фергюсон описал декабрь 1989 года как «самый мрачный период [который он] когда либо переживал в футболе». К концу 1989 года «Юнайтед» находился у зоны вылета из Первого дивизиона.
Позднее Фергюсон сообщил, что совет директоров клуба заверил его в том, что не собирается увольнять его. Хотя совет директоров был разочарован результатами команды в чемпионате, они понимали причины таких результатов (а именно — отсутствие нескольких ключевых игроков из-за травм) и были довольны тем вкладом, который Фергюсон делал в организацию тренерской и скаутской служб в клубе.
После семиматчевой серии без побед в чемпионате «Манчестер Юнайтед» сыграл с «Ноттингем Форест» в третьем раунде Кубка Англии. «Форест» удачно выступал в этом сезоне и находился на пути к выигрышу второго Кубка Лиги подряд. Многие считали, что «Юнайтед» проиграет в этом матче и Фергюсон сразу после этого будет уволен. Но «Юнайтед» одержал победу со счётом 1:0. Впоследствии клуб дошёл до самого финала Кубка Англии и выиграл его. Считается, что именно победа в Кубке Англии сохранила за Фергюсоном тренерский пост. «Юнайтед» встретился в финальном матче c «Кристал Пэлас», сыграв сначала ничью 3:3, а затем выиграв в переигровке со счётом 1:0. Это был первый трофей Фергюсона в качестве главного тренера «Манчестер Юнайтед». Три пропущенных гола в первом финальном матче многие связывали с ошибками голкипера Джима Лейтона, после чего Фергюсон отказался от услуг бывшего вратаря «Абердина» и купил на его место Леса Сили.

### Первый чемпионский титул
В сезоне 1990/91 «Юнайтед» стал выступать гораздо лучше, чем в предыдущем, но финишировал лишь на 6-м месте. Команда выступала нестабильно: наряду с результатами вроде разгрома «Арсенала» на «Хайбери» со счётом 6:2 были поражения от «Сандерленда», «Ливерпуля» и «Эвертона» (в том матче с «ирисками» за основной состав дебютировал 17-летний Райан Гиггз).
В 1991 году «Юнайтед» вышел в финал Кубка Футбольной лиги, в котором уступил клубу «Шеффилд Уэнсдей» со счётом 1:0. В Кубке обладателей кубков Фергюсону повезло больше: в финальном матче «Манчестер Юнайтед» одержал верх над испанской «Барселоной» со счётом 2:1. После этой победы Фергюсон заявил, что «Юнайтед» выиграет чемпионат в следующем сезоне.
В конце сезона 1990/91 помощник Фергюсона Арчи Нокс покинул клуб, став ассистентом Уолтера Смита в шотландском «Рейнджерс», и Фергюсон назначил своим ассистентом Брайана Кидда, тренера молодёжной команды. В том же 1991 году были куплены голкипер Петер Шмейхель, защитник Пол Паркер и правый полузащитник Андрей Канчельскис. Большие надежды возлагались на молодых вингеров — Райана Гиггза и Ли Шарпа.
В сезоне 1991/92 «Юнайтед» выиграл Суперкубок Европы и Кубок Футбольной лиги. Чемпионом Англии стал «Лидс Юнайтед», хотя «Манчестер Юнайтед» возглавлял таблицу большую часть сезона. Но из-за недостатка голов и большого количества ничейных результатов во второй половине сезона «красные дьяволы» уступили первую строчку чемпионата своим принципиальным конкурентам из Лидса. Фергюсон полагал, что неудачная попытка подписать нападающего Мика Харфорда из «Лутон Таун» стоила его клубу чемпионства, и что команде нужно придать «дополнительное измерение», чтобы выиграть чемпионат в следующем сезоне.
В концовке сезона 1991/92 Фергюсон начал поиски нового нападающего для клуба. Он пытался подписать Алана Ширера из «Саутгемптона», но Ширер перешёл в «Блэкберн Роверс». Он также сделал запрос по нападающему «Шеффилд Уэнсдей» Дэвиду Херсту, но получил отказ от тренера «Уэнсдей» Тревора Фрэнсиса. В итоге, Фергюсон заплатил £1 млн за 23-летнего нападающего «Кембридж Юнайтед» Диона Даблина, ставшего единственным серьёзным трансфером «Юнайтед» в летнее межсезонье.
После медленного старта сезона 1992/93 в новообразованной Премьер-лиге (к началу ноября «Юнайтед» занимал лишь 10-е место) Фергюсон решился ещё на один трансфер. 27 ноября 1992 года из «Лидса» за £1,2 млн был куплен французский нападающий Эрик Кантона, ставший впоследствии легендой клуба. Кантона составил в нападении связку с Марком Хьюзом и помог клубу выйти на первую строчку турнирной таблицы чемпионата. По итогам сезона «Юнайтед» стал чемпионом Англии, опередив ближайшего преследователя, «Астон Виллу», на 10 очков. Ассоциация тренеров лиги признала Алекса Фергюсона тренером года.

### Два «дубля»
Сезон 1993/94 принёс ещё большие успехи. Перед началом сезона из «Ноттингем Форест» за рекордные для Британии £3,75 млн был куплен 22-летний полузащитник Рой Кин. Он был приобретен в качестве долгосрочной замены Брайану Робсону, который уже завершал свою карьеру.
«Юнайтед» возглавлял турнирную таблицу в сезоне 1993/94 практически с самого начала и до конца. Кантона стал лучшим бомбардиром команды с 25 голами во всех турнирах, хотя в марте 1994 года в течение пяти дней он дважды получал красные карточки. «Юнайтед» вышел в финал Кубка Лиги, но уступил в ней «Астон Вилле» Рона Аткинсона со счётом 3:1. В финале Кубка Англии «Манчестер Юнайтед» разгромил «Челси» со счётом 4:0. Таким образом, Фергюсон выиграл свой второй «дубль» (победа в чемпионате и главном Кубке страны) после «дубля» с «Абердином» в сезоне 1984/85, и лишь поражение в финале Кубка Лиги не позволило ему выиграть три трофея (два кубка и чемпионат) в сезоне и тем самым повторить этот рекорд, уже установленный им с «Абердином» в 1983 году.
Летом 1994 года за £1,2 млн был куплен защитник Дэвид Мэй из «Блэкберна». С переходом в «Юнайтед» активно связывали 21-летнего нападающего «Норвич Сити» Криса Саттона, но он перешёл в «Блэкберн Роверс».
Сезон 1994/95 сложился для Фергюсона непросто. Кантона напал на болельщика «Кристал Пэлас» во время матча на «Селхерст Парк», получив восьмимесячную дисквалификацию. Чемпионский титул «Юнайтед» уступил в последнем туре чемпионата, сыграв вничью 1:1 с «Вест Хэмом» (победа гарантировала бы им третий чемпионский титул подряд). В финале Кубка Англии «красные дьяволы» уступили «Эвертону» со счётом 1:0. В этом же сезоне Фергюсон приобрёл нападающего «Ньюкасла» Энди Коула, а из молодёжного состава в основу начали постепенно привлекаться такие игроки как Гари Невилл, Ники Батт и Пол Скоулз.
Летом 1995 года Фергюсон подвергся жёсткой критике со стороны прессы, когда команду покинули трое опытных игроков (Пол Инс, Марк Хьюз и Андрей Канчельскис), но на замену им никто приобрётен не был. Вместо этого Фергюсон доверил место в основе молодым воспитанникам клуба: Гари Невиллу, Филу Невиллу, Дэвиду Бекхэму, Полу Скоулзу, Ники Батту. Это происходило на фоне громких трансферов таких клубов как «Арсенал», «Ливерпуль» и «Ньюкасл Юнайтед». Когда «Манчестер Юнайтед» проиграл «Астон Вилле» свой первый матч в сезоне 1995/96 со счётом 3:1, телекомментатор Алан Хансен заявил: «вы не можете ничего выиграть с детьми», имея в виду наличие в составе «Юнайтед» большого количества молодых и неопытных игроков.
Несмотря на давление со стороны прессы, молодые футболисты оправдали надежды Фергюсона: «Юнайтед» выиграл следующие пять матчей подряд в Премьер-лиге, в том числе победив «Эвертон» на «Гудисон Парк» со счётом 3:2, а также обыграв действующих чемпионов, «Блэкберн Роверс», со счётом 2:1 на «Ивуд Парк».
Несмотря на удачные выступления молодых воспитанников клуба, к рождеству 1995 года «Юнайтед» отставал от лидирующего «Ньюкасла» на 10 очков. Победа над «сороками» в очной встрече со счётом 2:0 27 декабря сократила разрыв до 7 очков, но затем из-за нестабильной игры «красных дьяволов» разрыв вновь увеличился. 4 марта 1996 года «Манчестер Юнайтед» одержал победу над «Ньюкаслом» на «Сент-Джеймс Парк» со счётом 1:0, сократив своё отставание до 1 очка. После этого «сороки» начали терять очки, и «красные дьяволы» вышли в лидеры чемпионата. Чемпионский титул «Манчестер Юнайтед» завоевал в последнем туре чемпионата, одержав победу над «Мидлсбро» со счётом 3:0. 11 мая 1996 года команда сыграла на «Уэмбли» в финале Кубка Англии против «Ливерпуля», одержав победу со счётом 1:0 благодаря голу Кантона. Таким образом, «Юнайтед» стал первым английским клубом, который дважды завоевал «дубль» (выиграл чемпионат и Кубок страны в одном сезоне).
В сезоне 1996/97 «Юнайтед» выиграл свой четвёртый чемпионский титул Премьер-лиги. В конце осени команда потерпела 3 поражения подряд в чемпионате, пропустив 13 голов, а также прервала свою 40-летнюю беспроигрышную серию на домашнем стадионе в еврокубках, уступив турецкому клубу «Фенербахче». Тем не менее, «Юнайтед» добрался до полуфинала Лиги чемпионов, в котором уступил «Боруссии». По завершении сезона о завершении карьеры объявил Эрик Кантона. В этом же сезоне в клуб пришли норвежцы Уле Гуннар Сульшер (ставший лучшим бомбардиром команды в сезоне) и Ронни Йонсен.

### Требл
Перед началом сезона 1997/98 Фергюсон приобрёл 31-летнего нападающего Тедди Шерингема и защитника Хеннинга Берга. Сезон, однако, оказался неудачным для клуба: чемпионский титул завоевал «Арсенал», из розыгрыша Кубка Англии «Юнайтед» выбыл в пятом раунде после поражения от «Барнсли», а из Лиги чемпионов команда выбыла в четвертьфинале, проиграв «Монако».
Летом 1998 года в команду перешли нападающий Дуайт Йорк, защитник Яп Стам и вингер Йеспер Блумквист. Общая сумма затрат на трансферы составила почти £30 млн.
В декабре 1998 года ассистент Фергюсона Брайан Кидд перешёл в «Блэкберн Роверс», где стал главным тренером. Новым ассистентом Фергюсона стал Стив Макларен.
Сезон 1998/99 стал самым успешным в истории «Манчестер Юнайтед»: клуб выиграл сразу три главных турнира, Премьер-лигу, Кубок Англии и Лигу чемпионов. Сезон запомнился также очень драматичными матчами. Так, в ответном полуфинальном матче Лиги чемпионов против «Ювентуса» «Юнайтед» пропустил два гола в самом начале встречи; однако затем Рой Кин отыграл один мяч, после чего Дуайт Йорк сравнял счёт, а на 84-й минуте Энди Коул принёс победу «красным дьяволам». В полуфинале Кубка Англии «Юнайтед» встретился с «Арсеналом» и был на грани вылета из турнира после удаления Роя Кина и назначения пенальти в пользу «Арсенала» на последних минутах. Петер Шмейхель отбил пенальти, а в дополнительное время блестящий сольный проход Райана Гиггза завершился голом, который гарантировал клубу выход в финал Кубка Англии. 22 мая на «Уэмбли» «Манчестер Юнайтед» обыграл «Ньюкасл» со счётом 2:0 в финале Кубка Англии. Самым же драматичным матчем стал финальный матч Лиги чемпионов. До 90-й минуты матча «Юнайтед» уступал «Баварии» со счётом 1:0, но затем смог отыграться и забить победный гол в течение 3 минут благодаря голам Шерингема и Сульшера.
12 июня 1999 года Алекс Фергюсон был посвящён в рыцари в знак признания его заслуг перед английским футболом.

### Три чемпионских титула подряд
В сезоне 1999/2000 «Манчестер Юнайтед» вновь стал чемпионом Премьер-лиги, потерпев лишь три поражения по ходу чемпионата, и набрав 91 очко (занявший второе место «Арсенал» набрал лишь 73 очка).
В апреле 2000 года было объявлено о приобретении голландского нападающего Руда ван Нистелроя из «ПСВ» за £18 млн. Но переход не состоялся, так как ван Нистелрой не прошёл медицинское обследование, после чего он вернулся на родину, где получил серьёзную травму колена, из-за которой пропустил почти целый год. Зато состоялся другой переход: из «Монако» в «Юнайтед» за £7,8 млн перешёл 28-летний вратарь Фабьен Бартез — он стал самым дорогим голкипером, купленным британским клубом.
В сезоне 2000/01 «Юнайтед» вновь стал чемпионом Англии, на протяжении третьего сезона подряд. В Лиге чемпионов, однако, Фергюсон терпел неудачи: в 2000 году клуб покинул турнир на стадии 1/4 финала после поражения от «Реала», а в 2001 году, вновь в четвертьфинале, уступил «Баварии».
В 2001 году Руд ван Нистелрой всё-таки перешёл в «Манчестер Юнайтед». Затем клуб вновь побил британский трансферный рекорд, купив у «Лацио» за £28,1 млн аргентинского полузащитника Хуана Себастьяна Верона.

### Перестройка команды
В начале сезона 2001/02 голландский защитник Яп Стам был продан за £16 млн в «Лацио». На замену ему Фергюсон приобрёл 36-летнего защитника «Интера» Лорана Блана. Также перед началом сезона Стив Макларен перешёл в «Мидлсбро», где стал главным тренером. Новым ассистентом Фергюсона стал Джимми Райан.
К 8 декабря 2001 года, когда «Юнайтед» проиграл шесть матчей из семи, команда занимала девятую строчку турнирной таблицы, на 11 очков отставая от лидирующего «Ливерпуля», у которого была игра в запасе. Затем команда набрала хорошую форму, одержав восемь побед подряд в период с середины декабря по конец января, и выбралась в лидеры чемпионата. Тем не менее, чемпионский титул завоевал «Арсенал», а «Юнайтед» занял третье место. В Лиге чемпионов команда дошла до полуфинала, где уступила леверкузенскому «Байеру». «Юнайтед» завершил сезон без трофеев.
Сезон 2001/02 мог стать для Фергюсона последним в клубе. Он рассматривал возможность своего ухода. Однако уже в феврале 2002 года Фергюсон согласовал новый контракт, согласившись остаться в команде ещё, как минимум, на три года.
По окончании сезона «Юнайтед» побил британский трансферный рекорд, купив у «Лидса» за £30 млн 24-летнего защитника Рио Фердинанда. Летом того же 2002 года в клуб перешёл португальский тренер Карлуш Кейрош, ставший ассистентом Фергюсона.
В сезоне 2002/03 «Манчестер Юнайтед» выиграл восьмой титул чемпионов Премьер-лиги. В последних 11 матчах чемпионата «Юнайтед» одержал 10 побед и сыграл 1 матч вничью (включая победу над «Ливерпулем» со счётом 4:0 и разгром «Ньюкасла» со счётом 6:2), а также не проиграл ни одного матча после Рождества.
В сезоне 2003/04 «Юнайтед» выиграл Кубок Англии, победив в финальном матче клуб «Миллуолл» со счётом 3:0. В чемпионате команда Фергюсона финишировала лишь третьей, а из розыгрыша Лиги чемпионов её выбил будущий победитель турнира, португальский «Порту». Рио Фердинанд пропустил заключительные четыре месяца сезона из-за начала восьмимесячной дисквалификации. Новые приобретения клуба — Эрик Джемба-Джемба, Жозе Клеберсон — не оправдали возложенных надежд. Исключением стал молодой португальский полузащитник Криштиану Роналду, который под руководством Фергюсона постепенно развился в игрока мирового уровня. На замену постоянно травмированному Уле Гуннару Сульшеру был приобретён французский нападающий Луи Саа.
Перед началом сезона 2004/05 в клуб перешли английский нападающий Уэйн Руни (ставший самым дорогим тинейджером-футболистом) и аргентинский защитник Габриэль Хайнце. В чемпионате команда вновь заняла лишь третье место, во-многом из-за травмы ван Нистелроя, пропустившего большую часть сезона. В Кубке Англии «Юнайтед» дошёл до финала, где уступил «Арсеналу» в серии послематчевых пенальти. Неудачи в Лиге чемпионов и Кубке Лиги означали, что клуб завершил этот сезон без трофеев.
Летом 2005 года американский бизнесмен Малкольм Глейзер получил полный контроль над клубом. Это вызвало бурные протесты со стороны болельщиков, но сам Фергюсон никогда публично не подвергал критике новых владельцев клуба.
В том же 2005 году Фергюсон решил существующую на протяжении уже многих лет «вратарскую проблему», купив у «Фулхэма» голландского голкипера Эдвина ван дер Сара. Также из «ПСВ» был куплен южнокорейский полузащитник Пак Чи Сон.
Сезон 2005/06 также оказался переходным. 18 ноября 2005 года многолетний капитан «Манчестер Юнайтед» Рой Кин покинул клуб. «Юнайтед» не смог выйти из группы в Лиге чемпионов. В январское трансферное окно 2006 года Фергюсон приобрёл двух защитников: серба Неманью Видича и француза Патриса Эвра. Команда заняла в чемпионате второе место, уступив титул лондонскому «Челси». Единственным трофеем клуба в сезоне стал Кубок Лиги. По окончании сезона команду покинул ван Нистелрой, перешедший в «Реал».

### Второй триумф в Европе
В 2006 году в «Юнайтед» из «Тоттенхэма» за £14 млн перешёл Майкл Каррик. Сезон 2006/07 команда начала удачно, выиграв четыре стартовых матча Премьер-лиги. Заняв после седьмого тура чемпионата первую строчку турнирной таблицы, «Юнайтед» не упустил лидерство до самого конца сезона. В январе 2006 года в клуб перешли защитники Патрис Эвра и Неманья Видич, ставшие в дальнейшем важнейшими звеньями в оборонительных построениях команды.
6 ноября 2006 года Фергюсон отметил свой 20-летний юбилей на посту главного тренера «Манчестер Юнайтед». Игроки прошлого и настоящего, игравшие под его руководством (включая Роя Кина), выразили ему своё восхищение, равно как и некоторые тренеры, включая Арсена Венгера. 1 декабря 2007 года в клуб на правах аренды перешёл 35-летний швед Хенрик Ларссон, которым Фергюсон восхищался многие годы. 23 декабря 2006 года Криштиану Роналду забил 2000-й гол «Манчестер Юнайтед» под руководством Фергюсона в матче против «Астон Виллы». В сезоне 2006/07 «Юнайтед» выиграл свой 9 титул чемпионов Премьер-лиги и дошёл до финала Кубка Англии, в котором уступил «Челси». В Лиге чемпионов клуб обыграл итальянскую «Рому» с рекордным счётом 7:1, но в полуфинале проиграл «Милану».
Перед началом сезона 2007/08 Фергюсон сделал ряд важных приобретений в среднюю линию команды: в клуб перешли англичанин Оуэн Харгривз, португалец Нани и бразилец Андерсон. Также игроком «Юнайтед» на два сезона стал аргентинский нападающий Карлос Тевес.
Сезон 2007/08 команда начала с двух ничьих и поражения от «Манчестер Сити», что стало самым плохим стартом сезона под руководством Фергюсона. Однако впоследствии «Юнайтед» набрал форму и составил конкуренцию лидирующему «Арсеналу». В ноябре 2007 года Фергюсон признался, что его нынешний состав является лучшим из тех, что ему приходилось тренировать. 16 февраля 2008 года «Юнайтед» обыграл в Кубке Англии «Арсенал» со счётом 4:0, но затем выбыл из турнира, проиграв «Портсмуту» со счётом 1:0. После этого поражения Фергюсон обратил внимание на то, что судья не назначил в пользу его команды пенальти и выразил сомнения в компетентности судейского комитета в Англии. За эти высказывания Футбольная ассоциация наложила на Фергюсона штраф.
11 мая 2008 года Фергюсон привёл «Манчестер Юнайтед» к десятому титулу чемпионов Премьер-лиги, спустя ровно 25 лет после своего триумфа в финале Кубка обладателей кубков над «Реалом» в качестве тренера «Абердина». 21 мая 2008 года Фергюсон во второй раз выиграл Лигу чемпионов УЕФА, когда «Манчестер Юнайтед» обыграл «Челси» в финальном матче в Москве на стадионе «Лужники».
После победы над «Челси» в финале Лиги чемпионов Фергюсон объявил о своём намерении завершить тренерскую карьеру в течение следующих трёх лет, что означало бы, что он покинет клуб летом 2011 года. Однако вскоре после этого Дэвид Гилл опроверг все слухи о скорой отставке Фергюсона, заявив, что он будет руководить командой, пока ему будет позволять здоровье.

### Новый чемпионский титул и две победы в Кубке Футбольной лиги
В сезоне 2008/09 «Манчестер Юнайтед» вновь стал чемпионом английской Премьер-лиги, а Фергюсон стал первым тренером в истории, выигравшим чемпионат Англии на протяжении трёх сезонов подряд дважды (первый раз — в период с 1999 по 2001 год, второй — с 2007 по 2009 год). Победа в Премьер-лиге стала для Фергюсона 11-й, а всего «Манчестер Юнайтед» выиграл свой 18-й титул чемпионов Англии (с учётом 7 кубков Первого дивизиона Футбольной лиги), сравнявшись по этому показателю с «Ливерпулем». В 2009 году клуб также выиграл Кубок Футбольной лиги, одержав в финальном матче победу над «Тоттенхэмом» в серии пенальти.
В мае 2009 года «Манчестер Юнайтед» сыграл в финале Лиги чемпионов против «Барселоны», но уступил трофей испанскому клубу, проиграв матч со счётом 2:0.
В сезоне 2009/10 «Манчестер Юнайтед» вновь выиграл Кубок Футбольной лиги, на этот раз победив в финале «Астон Виллу» со счётом 2:1. В Лиге чемпионов «Юнайтед» дошёл до четвертьфинала, где уступил «Баварии» по правилу выездного гола. В Премьер-лиге клуб уступил чемпионский титул лондонскому «Челси», опередившему «Юнайтед» лишь на одно очко.
8 августа 2010 года Фергюсон выиграл очередной Суперкубок Англии после победы «Юнайтед» над «Челси» со счётом 3:1.
19 декабря 2010 года сэр Алекс Фергюсон стал рекордсменом среди тренеров «Манчестер Юнайтед» по длительности пребывания на посту главного тренера, побив рекорд, принадлежавший сэру Мэтту Басби (24 года, 1 месяц и 13 дней).
14 мая 2011 года «Манчестер Юнайтед» завоевал 19-й титул чемпионов Англии и стал рекордсменом по победам в национальном первенстве, обойдя «Ливерпуль».
7 августа 2011 года Фергюсон выиграл ещё один Суперкубок Англии после победы «Юнайтед» над «Манчестер Сити» со счётом 3:2.
В сезоне 2012/13 «Юнайтед» выиграл Премьер-лигу, став чемпионом Англии в 20-й раз в своей истории. Это была 13-я победа Фергюсона в Премьер-лиге.
8 мая 2013 года сэр Алекс Фергюсон объявил о решении уйти в отставку с должности главного тренера клуба по окончании сезона. По итогам сезона Фергюсон в 11-й раз был признан лучшим тренером года в Премьер-лиге.

## Скандалы
Фергюсон был вовлечён в ряд скандальных историй, будучи главным тренером «Манчестер Юнайтед».

### Гордон Стракан
В вышедшей в свет в 1999 году автобиографии Managing My Life Фергюсон написал о Гордоне Стракане: «Я решил, что этому человеку нельзя верить ни на дюйм — я бы не хотел подставить ему свою спину». Стракан прокомментировал это заявление Фергюсона словами «удивлён и разочарован», но не стал обращаться в суд с иском о защите чести и достоинства.

### Дэвид Бекхэм и подтасовка жеребьёвки
В 2003 году Фергюсон был вовлечён в конфликт с Дэвидом Бекхэмом в раздевалке после матча: главный тренер «Юнайтед» швырнул бутсу в лицо футболисту, из-за чего тот получил рассечение. 5 апреля 2003 года Фергюсон заявил, что жеребьёвка Лиги чемпионов была подтасована в пользу испанских и итальянских команд, за что 1 мая был оштрафован на 10 000 швейцарских франков (£4600).

### Би-би-си
Фергюсон отказывался давать интервью каналу BBC после выхода в 2004 году на британском телевидении документального фильма под названием Father and Son («Отец и сын»). Согласно статье в газете The Independent, фильм Би-би-си «отображает его сына, Джейсона, как человека, эксплуатирующего влияние и должность своего отца для собственных целей на трансферном рынке». В той же статье приводится мнение по этому поводу Фергюсона-старшего: «Они [BBC] сделали историю о моём сыне, которая является полной чепухой. Там всё является вымыслом, материалами жёлтой прессы. Это была ужасная атака на честь и достоинство моего сына, он не заслуживает таких обвинений». После этого инцидента все интервью каналу BBC (например, в программе Match of the Day) давал не Алекс Фергюсон, а его ассистент (Карлуш Кейрош, а затем Майк Фелан). В конце августа 2011 года Фергюсон встретился с руководством BBC, после чего принял решение прекратить свой бойкот телеканала, продлившийся семь лет.

### Критика арбитров
Фергюсон получил ряд взысканий за публичную критику арбитров матчей:
20 октября 2003 года — двухматчевая дисквалификация и штраф в размере £10 000 за использование оскорбительной лексики в адрес четвёртого судьи Джеффа Уинтера.
14 декабря 2007 — двухматчевая дисквалификация и штраф в размере £5000 за использование оскорбительной лексики в адрес Марка Клаттенбурга.
18 ноября 2008 — двухматчевая дисквалификация и штраф в размере £10 000 за споры с Майком Дином после матча.
12 ноября 2009 — четырёхматчевая дисквалификация (два матча условно) и штраф в размере £20 000 за комментарии по поводу физической готовности Алана Уайли.
16 марта 2011 — пятиматчевая дисквалификация (три матча плюс два отложенных) и штраф в размере £30 000 за критику Мартина Аткинсона после матча с «Челси».
8 февраля 2013 — штраф в размере £12 000 за критику лайнсмена после матча с «Тоттенхэмом».

## Личная жизнь
Алекс Фергюсон проживает в Уилмслоу, графство Чешир.
Супруга — леди Кэти Фергюсон (в девичестве Холдинг). Познакомились в 1964 году на забастовке профсоюза, в котором Алекс был делегатом. Они поженились в 1966 году и имеют трёх сыновей: Марка (родился в 1968 году) и близнецов (родились в 1972 году) Даррена и Джейсона, который управляет компанией по организации рекламных акций. 6 октября 2023 года Кэти Фергюсон скончалась в возрасте 84 лет.
В 1998 году Алекс Фергюсон был назван в списке частных лиц с наиболее крупными пожертвованиями в пользу партии лейбористов.
5 мая 2018 года Алексу Фергюсону была сделана срочная операция в связи с кровоизлиянием в мозг. Операция прошла успешно, и 9 мая он был выписан из реанимации.

## Достижения в качестве тренера
«Сент-Миррен»
- Чемпион Первого дивизиона Шотландии: 1976/77

«Абердин»
- Чемпион Премьер-дивизиона Футбольной лиги Шотландии (3): 1979/80, 1983/84, 1984/85
- Обладатель Кубка Шотландии (4): 1982, 1983, 1984, 1986
- Обладатель Кубка шотландской лиги: 1986
- Победитель Кубка обладателей кубков УЕФА: 1983
- Обладатель Суперкубка УЕФА: 1983

«Манчестер Юнайтед»
- Чемпион Премьер-лиги (13): 1992/93, 1993/94, 1995/96, 1996/97, 1998/99, 1999/2000, 2000/01, 2002/03, 2006/07, 2007/08, 2008/09, 2010/11, 2012/13
- Обладатель Кубка Англии (5): 1990, 1994, 1996, 1999, 2004
- Обладатель Кубка Футбольной лиги (4): 1992, 2006, 2009, 2010
- Обладатель Суперкубка Англии (10): 1990 (разделённый), 1993, 1994, 1996, 1997, 2003, 2007, 2008, 2010, 2011
- Победитель Лиги чемпионов УЕФА (2): 1999, 2008
- Победитель Кубка обладателей кубков УЕФА: 1991
- Обладатель Суперкубка УЕФА: 1991
- Обладатель Межконтинентального кубка: 1999
- Победитель Клубного чемпионата мира: 2008

## Достижения в качестве игрока
«Сент-Джонстон»
- Чемпион Второго дивизиона шотландской лиги: 1962/63

«Фалкирк»
- Чемпион Второго дивизиона шотландской лиги: 1969/70

## Личные достижения

### Спортивные
- Тренер месяца английской Премьер-лиги (27): август 1993, октябрь 1994, февраль 1996, март 1996, февраль 1997, октябрь 1997, январь 1999, апрель 1999, август 1999, март 2000, апрель 2000, февраль 2001, апрель 2003, декабрь 2003, февраль 2005, март 2006, август 2006, октябрь 2006, февраль 2007, январь 2008, март 2008, январь 2009, апрель 2009, сентябрь 2009, январь 2011, август 2011, октябрь 2012
- Тренер сезона английской Премьер-лиги (11): 1993/94, 1995/96, 1996/97, 1998/99, 1999/2000, 2002/03, 2006/07, 2007/08, 2008/09, 2010/11, 2012/13
- Главный тренер года по версии Ассоциации главных тренеров лиги (LMA) (4): 1998/99, 2007/08, 2010/11, 2012/13
- Главный тренер десятилетия по версии Ассоциации главных тренеров лиги (LMA): 1990-е годы
- Главный тренер года по версии журнала World Soccer (4): 1993, 1999, 2007, 2008
- Лучший клубный тренер года по версии УЕФА: 1998/99
- Спортивная личность года по версии BBC (тренер года): 1998/99
- Тренер года по версии Международной федерации футбольной истории и статистики (2): 1999, 2008
- Обладатель медали Муссабини: 1999
- Обладатель награды Onze d’Or от журнала Onze Mondial (3): 1999, 2007, 2008
- Главный тренер команды года по версии Laureus: 2000
- Главный тренер команды года УЕФА (2): 2007, 2008
- Награда АФЖ за заслуги перед футболом: 1996
- Включён в Зал славы английского футбола: 2002
- Включён в Зал славы шотландского футбола: 2004
- Награда ПФА за заслуги перед футболом: 2007
- Награждён Президентской премией ФИФА: 2011
- Включён в Зал славы английской Премьер-лиги: 2023

### Прочие
- Офицер ордена Британской империи (англ. Officer of the Order of the British Empire, OBE): 1983
- Командор ордена Британской империи (англ. Commander of the Order of the British Empire, CBE): 1995
- Рыцарь-бакалавр (англ. Knight Bachelor): 1999
- Почётный гражданин Абердина (1999), Глазго (1999), Манчестера (2000) и Траффорда (2013)
- Почётный доктор 9 университетов, включая университет Роберта Гордона (1997), Сент-Эндрюсский (2002)[87] и Манчестерский (2011)[88] университеты

## Статистика выступлений
| Клуб               | Сезон            | Лига | Лига | Кубки | Кубки | Еврокубки | Еврокубки | Прочие | Прочие | Итого | Итого |
| Клуб               | Сезон            | Игры | Голы | Игры  | Голы  | Игры      | Голы      | Игры   | Голы   | Игры  | Голы  |
| ------------------ | ---------------- | ---- | ---- | ----- | ----- | --------- | --------- | ------ | ------ | ----- | ----- |
| Куинз Парк         | 1958/59          | 8    | 4    | 0     | 0     | -         | -         | 1      | 0      | 9     | 4     |
| Куинз Парк         | 1959/60          | 23   | 11   | 0     | 0     | -         | -         | 1      | 0      | 24    | 11    |
| Куинз Парк         | Итого            | 31   | 15   | 0     | 0     | 0         | 0         | 2      | 0      | 33    | 15    |
| Сент-Джонстон      | 1960/61          | 3    | 0    | ?     | ?     | 0         | 0         | 0      | 0      | ?     | ?     |
| Сент-Джонстон      | 1961/62          | 12   | 5    | ?     | ?     | 0         | 0         | 0      | 0      | ?     | ?     |
| Сент-Джонстон      | 1962/63          | 12   | 8    | 1+    | 1+    | -         | -         | 0      | 0      | 13+   | 9+    |
| Сент-Джонстон      | 1963/64          | 10   | 6    | ?     | ?     | 0         | 0         | 0      | 0      | ?     | ?     |
| Сент-Джонстон      | Итого            | 37   | 19   | 10    | 2     | 0         | 0         | 0      | 0      | 47    | 21    |
| Данфермлин Атлетик | 1964/65          | 26   | 15   | 10    | 6     | 4         | 0         | 5      | 1      | 45    | 22    |
| Данфермлин Атлетик | 1965/66          | 32   | 31   | 10    | 4     | 6         | 4         | 1      | 3      | 49    | 42    |
| Данфермлин Атлетик | 1966/67          | 31   | 20   | 10    | 7     | 3         | 2         | 0      | 0      | 44    | 29    |
| Данфермлин Атлетик | Итого            | 89   | 66   | 30    | 17    | 13        | 6         | 6      | 4      | 138   | 93    |
| Рейнджерс          | 1967/68          | 29   | 19   | 11    | 2     | 6         | 3         | 0      | 0      | 46    | 24    |
| Рейнджерс          | 1968/69          | 12   | 6    | 5     | 2     | 3         | 3         | 2      | 1      | 22    | 12    |
| Рейнджерс          | Итого            | 41   | 25   | 16    | 4     | 9         | 6         | 2      | 1      | 68    | 36    |
| Фалкирк            | 1969/70          | 21   | 15   | 3     | 3     | -         | -         | 1      | 1      | 25    | 19    |
| Фалкирк            | 1970/71          | 28   | 13   | 8     | 3     | 0         | 0         | 1      | 3      | 37    | 19    |
| Фалкирк            | 1971/72          | 28   | 9    | 11    | 5     | 0         | 0         | 4      | 3      | 43    | 17    |
| Фалкирк            | 1972/73          | 19   | 0    | 3     | 1     | 0         | 0         | 1      | 0      | 23    | 1     |
| Фалкирк            | Итого            | 96   | 37   | 25    | 12    | 0         | 0         | 7      | 7      | 128   | 56    |
| Эйр Юнайтед        | 1973/74          | 24   | 9    | 4     | 1     | 0         | 0         | 0      | 0      | 28    | 10    |
| Эйр Юнайтед        | Итого            | 24   | 9    | 4     | 1     | 0         | 0         | 0      | 0      | 28    | 10    |
| Всего за карьеру   | Всего за карьеру | 318  | 171  | 85    | 36    | 22        | 12        | 17     | 12     | 442   | 231   |

## Тренерская статистика
| Клуб              | Страна    | Начало работы    | Завершение работы | Показатели | Показатели | Показатели | Показатели | Показатели | Показатели | Показатели | Показатели |
| Клуб              | Страна    | Начало работы    | Завершение работы | И          | В          | Н          | П          | МЗ         | МП         | РМ         | % побед    |
| ----------------- | --------- | ---------------- | ----------------- | ---------- | ---------- | ---------- | ---------- | ---------- | ---------- | ---------- | ---------- |
| Ист Стерлингшир   | Шотландия | 1 июня 1974      | 20 октября 1974   | 17         | 9          | 2          | 6          | 36         | 28         | +8         | 52,94      |
| Сент-Миррен       | Шотландия | 21 октября 1974  | 31 мая 1978       | 169        | 74         | 41         | 54         | 292        | 222        | +70        | 43,79      |
| Абердин           | Шотландия | 1 августа 1978   | 5 ноября 1986     | 459        | 272        | 105        | 82         | 914        | 374        | +540       | 59,26      |
| Сборная Шотландии | Шотландия | 10 сентября 1985 | 13 июня 1986      | 10         | 3          | 4          | 3          | 8          | 5          | +3         | 33,33      |
| Манчестер Юнайтед | Англия    | 8 ноября 1986    | 19 мая 2013       | 1500       | 895        | 338        | 267        | 2769       | 1365       | +1404      | 59,67      |
| Итого             | Итого     | Итого            | Итого             | 2155       | 1253       | 490        | 412        | 4019       | 1994       | +2025      | 58,14      |